# Temple de Vihara Bahtera Bhakti
 (novembre 2022).
Le temple de Vihara Bahtera Bhakti (en chinois : 安卒大伯公廟) est un temple bouddhiste rattaché au bouddhisme chinois, situé à Jakarta, en Indonésie. Ce tombeau chinois est situé dans le quartier d'Ancol, plus communément connu sous le nom de Klenteng Ancol. Ce temple est dédié au dieu bouddhiste Da Bo Gong, une divinité responsable des terres et de la richesse. Ce temple est également dédié à la femme de ce dieu. Établi en 1650, c'est un des plus anciens temples de la ville de Jakarta.

## Description
Ce temple bouddhiste est aussi connu sous le nom de Anxu Da-bo-gong Miao, un lieu dédié à la divinité Da Bo Gong. Ce temple est également dédié à la femme de cette divinité, son nom étant Bo Pog. Dans le bouddhisme, Da Bo Gong a une fonction identique à Fu-de zheng-shen, un dieu également chargé de la terre et des richesses. Ce dieu est vénéré à Kim Tek Ie à Glodok.
Le temple est également dédié à un explorateur musulman de la dynastie Ming dont le nom est Zheng He (chinois simplifié : 郑和 ; chinois traditionnel : 鄭和 ; pinyin : Zhèng Hé ; arabe : حجّي محمود, Ḥaǧǧī Maḥmūd). Le nom Hokkien de la divinité Da Bo Gong est Toa Pe Kong. Ce nom donne aussi, sémantiquement, un terme indonésien désignant les statues de divinités chinoises, le topekong.

## Histoire
Le temple a été établi en 1650 après J.C. sous le nom de « Taipekong » ou bien sous le nom de « temple de Da Bo Gong », et a été construit dans la zone de Slingerland, à l'est de la rivière Ancol. En tant que temple bouddhiste chinois situé proche de la rivière Ancol, ce temple est également connu sous le nom de « Ancol Klenteng ».

## Sanctuaires
Le concept de complexe sanctuaire consiste qu'un temple possède un bâtiment principal qui lui-même abrite le sanctuaire principal ainsi que d'autres chambres secondaires, par exemple, la maison de garde et le sanctuaire de  Bouddha.
Le sanctuaire principal du temple chinois d'Ancol est dédié à Da Bo Gong et sa femme Bo-pog. Le sanctuaire principal abrite trois autels. Au centre du sanctuaire principal se trouve un autel avec des statues du couple Sampo Soeisoe et sa femme Ibu Sitiwati. Ce couple est censé être identique avec le couple Wang Zschu-cheng, un couple musulman dont le mari est un timonier de l'amiral Zheng He, qui a été laissé à Java et trouvé dans ce temple. À la gauche du sanctuaire se trouve un autre autel, qui, lui, comporte des statues de San-bao daren et de sa femme Ibu Mone. Enfin, à la droite du sanctuaire se trouve la tombe de Kong Toe-Tjoe-Seng. L'amiral Zheng He était réputé en Indonésie sous le nom de Sampo Toa-lang, ou même Sampo Tai-jin, et possède un temple à son effigie à Semarang, le temple de Sampo Kong, le plus grand temple chinois à Semaran.
Derrière le bâtiment principal se trouve la tombe de Embah Said Areli Dato Kembang.
L'architecture du temple est étroitement reliée à l'architecture bouddhiste chinoise avec un style associé à un sanctuaire musulman dû à la tombe de Zheng He.